# Dongelberg
Dongelberg (Waals: Dongbiè) is een dorp in de Belgische provincie Waals-Brabant en een deelgemeente van Geldenaken. Het was tot 1977 een zelfstandige gemeente. Dongelberg ligt aan de samenvloeiing van de Orbais en de Grote Gete.

## Naam
De plaatsnaam betekent donkere berg.

## Geschiedenis
In het ancien régime was Dongelberg deel van de meierij van Geldenaken in het kwartier van Leuven van het hertogdom Brabant. Het dorp kreeg in 1217 vrijheidsrechten van hertog Hendrik I van Brabant. In 1303 schonk Jan II, hertog van Brabant, Dongelberg (en Waver) als een heerlijkheid aan zijn halfbroer Jan Meewe. Koning Filips IV van Spanje verhief Dongelberg tot een baronie (1622) en Karel II verhief Dongelberg tot een graafschap binnen het hertogdom Brabant (1692).
Na de Franse invasie werd Dongelberg als gemeente ingedeeld bij het kanton Geldenaken van het Dijledepartement. De gemeente bleef zelfstandig tot de fusiegolf van 1977.

## Bezienswaardigheden

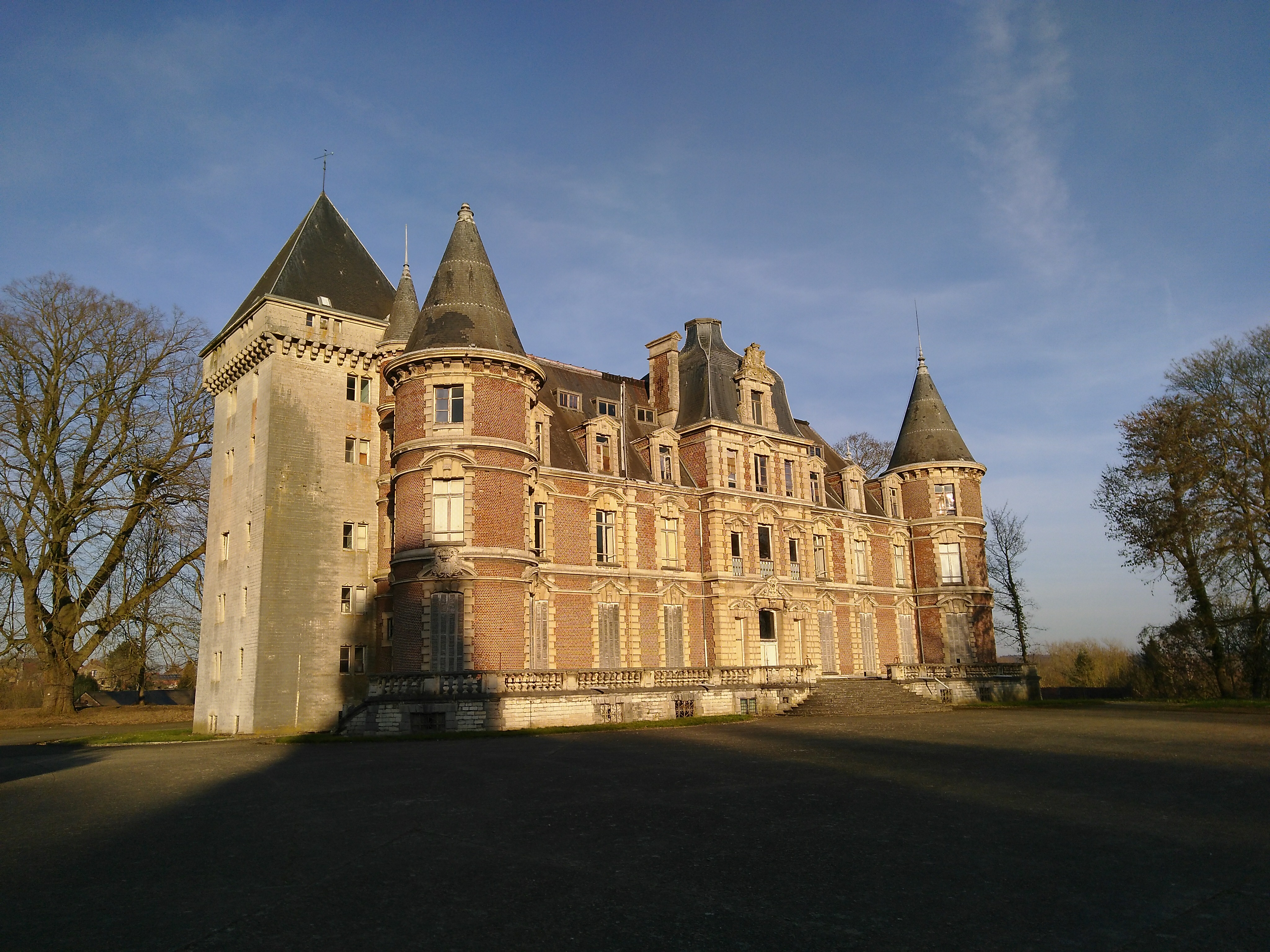
Kasteel van Dongelberg

- Het Kasteel van Dongelberg was een herenzetel die al in de 13e eeuw werd vermeld. Het huidige kasteel is een neoclassicistish bouwwerk van 1866. Het wordt omgeven door een domein.
- De Sint-Laurentiuskerk (Église Saint-Laurent) is een baksteen kerkgebouw van 1989, gebouwd op de fundamenten van het koor van een neoclassicitische kerk van 1867.
- De Moulin des Roches is een turbinemolen op de Orbais

## Natuur en landschap
De Orbais stroomt door Dongelberg en de Brombais vloeit daarmee samen. Even verder, voor Jodoigne-Souveraine, mondt de Orbais dan uit in de Grote Gete. De hoogte aan de kerk bedraagt 113 meter.

## Demografische ontwikkeling
- Bronnen:NIS, Opm:1831 tot en met 1970=volkstellingen, 1976= inwonersaantal op 31 december

## Geboren in Dongelberg
- Marc Wilmots (22 februari 1969), voetballer en politicus, die in zijn beginjaren le Taureau de Dongelberg, ‘de Stier van Dongelberg’ genoemd werd.

## Nabijgelegen kernen
Jodoigne-Souveraine, Opprebais, Lathuy, Incourt, Glimes
Deelgemeenten: Dongelberg · Geldenaken · Jauchelette · Lathuy · Malen · Opgeldenaken · Petrem · Sint-Jans-Geest · Sint-Remigius-Geest · Zittert-Lummen

Overige dorpen en gehuchten: Brocui · Genville · Gobertange · Herbais · Maison du Bois · Molembais-Saint-Josse · Piétremeau · Sint-Maria-Geest · Sart-Mélin

Belgische gemeenten · Arrondissement Nijvel · Waals-Brabant · Wallonië